# Krzyżówka (Mazovie)
Pour les articles homonymes, voir Krzyżówka.
Krzyżówka (prononciation : [kʂɨˈʐufka]) est un village polonais de la gmina de Radziejowice dans le powiat de Żyrardów de la voïvodie de Mazovie dans le centre-est de la Pologne.

## Histoire
De 1975 à 1998, le village appartenait administrativement à la voïvodie de Skierniewice.